# Aulus
Aulus war ein römischer Vorname (praenomen). Er leitete sich vielleicht von lateinisch aula „Hof“ ab, wahrscheinlicher aber von einem etruskischen Namen Avle (auch Aule, Avile).
In schriftlichen Texten wurde Aulus üblicherweise mit A. abgekürzt.

## Bekannte Namensträger
- Aulus Baebius (Kommandant) († nach 167 v. Chr.), römischer Militärführer
- Aulus Baebius (Ritter) († nach 45 v. Chr.), römischer Ritter
- Aulus Cornelius Celsus (um 25 v. Chr.–50 n. Chr.), römischer Medizinschriftsteller
- Aulus Cornelius Cossus (Konsul 428 v. Chr.), römischer Militärtribun und Konsul
- Aulus Cornelius Cossus (Konsul 413 v. Chr.), römischer Politiker
- Aulus Cornelius Cossus (Diktator), römischer Senator und Politiker
- Aulus Cornelius Cossus (Militärtribun)
- Aulus Cornelius Cossus Arvina, römischer Senator und Politiker
- Aulus Marcus Cornelius Cossus, Konsulartribun 413 v. Chr.
- Aulus Gellius (um 130–180), lateinischer Schriftsteller
- Aulus Plautius (vor 29–nach 57), römischer Senator und Feldherr

- Aulus Postumius Albinus (Konsul 242 v. Chr.), römischer Politiker
- Aulus Postumius Albinus (Konsul 151 v. Chr.), römischer Politiker und Schriftsteller
- Aulus Postumius Albinus (Konsul 99 v. Chr.) († 89 v. Chr.), römischer Politiker
- Aulus Postumius Albinus (Legat), römischer Feldherr, Legat von Spurius Postumius Albinus, 2. Jahrhundert v. Chr.
- Aulus Postumius Albinus Luscus, römischer Konsul 180 v. Chr.
- Aulus Postumius Albinus Regillensis, römischer Konsulartribun 397 und 381 v. Chr.
- Aulus Sempronius Atratinus, magister equitum des Lucius Quinctius Cincinnatus
- Aulus Sempronius Atratinus (Konsul 497 v. Chr.), mutmaßlicher Konsul der Jahre 497 und 491 v. Chr.
- Aulus Sempronius Atratinus (Konsulartribun), Militärtribun mit konsularischer Gewalt
- Aulus Sempronius Atratinus (Konsulartribun 425 v. Chr.), Konsulartribun 425, 420 und 416 v. Chr.
- Aulus Verginius Tricostus Caelimontanus, Konsul 494 v. Chr.
- Aulus Vitellius (12/15–69), römischer Kaiser, siehe Vitellius